# 観梅島
観梅島 （クァンメ＝ド、かんばいとう、朝: 관매도）は、朝鮮半島南西沖にある島。大韓民国全羅南道珍島郡鳥島面に属する。

## 概要
観梅島は、朝鮮半島南西端付近に所在する珍島のさらに南西沖にある島嶼のひとつである。面積は、4.09平方キロメートル。
島の全域が多島海海上国立公園に指定されている。また、樹齢800年のホオノキは、「珍島観梅島のホオノキ」として天然記念物に指定されている。2014年4月、この島の沖合でセウォル号沈没事故が発生し、多数の犠牲者を出した。